# Austrolimnophila harperi
Austrolimnophila harperi är en tvåvingeart som först beskrevs av Alexander 1926.  Austrolimnophila harperi ingår i släktet Austrolimnophila och familjen småharkrankar. Arten är reproducerande i Sverige. Inga underarter finns listade i Catalogue of Life.